# National Endowment for Democracy
National Endowment for Democracy (NED) je vládní organizace USA, založená roku 1983 se záměrem podporovat demokracii v zahraničí. Je primárně financovaná Kongresem Spojených států prostřednictvím grantů, zprostředkovaných United States Information Agency (USIA). Ze své podstaty je nestranickou, privátní a neziskovou korporací, která sama poskytuje granty zahraničním žadatelům a rovněž podporuje Journal of Democracy, the World Movement for Democracy, the International Forum for Democratic Studies, the Reagan–Fascell Fellowship Program, the Network of Democracy Research Institutes a the Center for International Media Assistance. Předsedou je od roku 1984 Carl Gershman, dřívější hlavní poradce reprezentanta USA v Organizaci spojených národů a výkonný ředitel Social Democrats USA.

## Historie
Roku 1967 navrhl člen Kongresu Dante Fascell založení Institutu mezinárodních vztahů, který by podporoval boj za demokracii v zemích usilujících o svobodu a svébytnost. Návrh nebyl přijat, ale vyvolal diskuse, které potřebu takové organizace podpořily. Roku 1982 přednesl Ronald Reagan projev, v němž navrhl v britském parlamentu podobnou iniciativu, která by vytvořila infrastrukturu demokracie jako systém svobodného tisku, odborů, politických stran a univerzit.
Agentura Spojených států amerických pro mezinárodní rozvoj (USAID) zadala projekt podpory demokracie nadaci The American Political Foundation, ze které vzešel dokument známý jako The Democracy Program. V něm je doporučeno založení nadace National Endowment for Democracy (NED) jako nevládní neziskové a nestranické organizace, kterou bude financovat vláda a kontrolovat Kongres Spojených států.

Roku 1983 navrhla vládní Komise pro zahraniční záležitosti (Foreign Affairs Committee) jako součást ustavujícího zákona (State Department Authorization Act H.R. 2915) počáteční finanční vklad ve výši 31,3 milionů $ pro NED a další částky pro Free Trade Union Institute, National Chamber Foundation a dva stranické Instituty. Po schválení Kongresem a Senátem byl National Endowment for Democracy dne 18. 11. 1983 zaregistrován jako nezisková organizace v District of Columbia.

## Účel nadace NED
Posláním Nadace NED je podpora vzájemné komunikace a výměn mezi demokratickými institucemi v privátním sektoru, podpora nevládním organizacím ve vzdělávacích programech sloužících demokracii, podpora demokratických voleb v zahraničí, podpora kontaktů mezi soukromým sektorem v USA a zahraničními organizacemi "věnovaná kulturním hodnotám, institucím a organizacím podporujícím demokratickou pluralitu" a podpora demokratického vývoje v zahraničí, který je v souladu s ideály americké demokracie.
Ze získaných prostředků NED zhruba polovinou věnuje na podporu čtyř organizací v USA: the American Center for International Labor Solidarity (ACILS), the Center for International Private Enterprise (CIPE), the National Democratic Institute for International Affairs (NDI) a the International Republican Institute (IRI) - dříve National Republican Institute for International Affairs.
Zbývající část prostředků je věnována na financování stovek zahraničních nevládních organizací. NED je zákonem zakázána podpora politických stran v jiných zemích a neposkytuje granty fyzickým osobám. Financuje mise zahraničních pozorovatelů dohlížejících na volby nebo občanskou výchovu voličů.

### Podpora mezinárodních aktivit
- World Movement for Democracy - globální síť sítí nevládních organizací, která pořádá světové kongresy. NED působí jako sekretariát, řízena výborem předních demokratických aktivistů, předsedou je bývalý kanadský premiér Kim Campbell
- International Forum for democratic studies - centrum pro analýzy a diskuse.[3] Propojuje akademickou sféru s civilními aktivisty. Vydává Journal of Democracy[4], poskytuje stipendijní pobyty, koordinuje Network of Democracy Research Institutes (NDRI)[5], podporuje výzkumné projekty na téma autoritářství, kleptokracie, manipulace informací na internetu, vydává newslettery a provozuje web Power 3.0 (Understanding Modern Authoritarian Influence).[6]
- Center for International Media Assistance (CIMA) (Centrum pro mezinárodní podporu médií) založil NED roku 2006 s podporou Kongresu a grantem Bureau of Democracy, Human Rights and Labor, spadajícím pod State Department USA. Posláním CIMA je rozvoj a podpora nezávislých médií v zahraničí.[7]

### Podpora nevládních organizací v České republice
- Forum 2000[8]
- Sinopsis[9]

## Zdroje financí
NED získává finance ze státního rozpočtu prostřednictvím United States Information Agency, které kontroluje Kongres, od dalších vládních organizací i ze soukromých zdrojů. V letech 1984 - 1990 byla výše Kongresem kontrolovaných prostředků 15–18 milionů $ ročně, v letech 1991 - 1993 to bylo 25 – 30 mil./rok. Při výročí 10 let existence roku 1993 téměř přišel o podporu Kongresu, ale po kampani svých příznivců nakonec získal zvýšenou sumu 35 mil. $.
Ze soukromých nadací získává NED podporu od the Smith Richardson Foundation, the John M. Olin Foundation, ad. The Bradley Foundation podpořila v letech 1990-2008 sumou 1,5 mil. $ Journal of Democracy.

### Perzekuce administrativou prezidenta Trumpa
25. února 2025 byly bez varování zablokovány všechny účty NED na příkaz agentury poradce prezidenta Trumpa Elona Muska. Stalo se to přesto, že NED není financována z vládního rozpočtu, ale je zřízena a financována přímo Kongresem Spojených států, který odpovídá za 95 % veškerých finančních prostředků NED. NED poprvé ve své čtyřicetileté historii byl přinucen ukončit podporu více než 2 000 mezinárodních projektů, zaměřených na boj s korupcí, transparentní vládu a dodržování práva.

## Ocenění a kritika
Brendan I. Koerner napsal v roce 2004 v časopisu Slate, že: „podle toho, koho se ptáte, je NED buď neziskovým bojovníkem za svobodu, nebo ideologickým prostředníkem pro vměšování se do světového dění.“ Fungování nadace NED se dostalo pod palbu kritiky zprava i zleva. Někteří pravicoví kritici obviňují NED, že prosazuje program sociální demokracie, naopak levicoví kritici obviňují NED z „pravicové iniciativy“ orientované v duchu Reaganovy politiky studené války. V Latinské Americe je nadace NED obviňována z amerického paternalismu a dokonce imperialismu, naopak „podporovatelé tvrdí, že pomáhá mnoha skupinám se sociálně demokratickou a liberální orientací po celém světě,“ poskytuje školení a podporu pro demokratické skupiny, které kritizují USA. V článku z roku 2004 pro Washington Post Michael McFaul tvrdí, že NED není nástrojem zahraniční politiky USA. Jako příklad uvádí, že nadace NED byla ochotna financovat prodemokratické organizace, i když vláda USA podporovala nedemokratické vlády v daném regionu. NED ve veřejných prohlášeních uvedla, že demokracie se vyvíjí „podle potřeb a tradic různých politických kultur“ a nevyžaduje model v americkém stylu.
V rámci šetření neziskové organizace ProPublica z roku 2010, Paul Steiger, tehdejší šéfredaktor, uvedl, že „ti, kdo stáli u vzniku NED, již dlouho přiznávají, že to byla součást plánu jak přejít od skrytých snah o podporu demokracie k otevřeným.“ Jako důkaz poukázal na rozhovor z roku 1991, ve kterém tehdejší prezident NED Allen Weinstein řekl, že „mnoho z toho, co děláme dnes, bylo prováděno skrytě před 25 lety CIA.“ Kritici srovnávají financování nikaragujských skupin (proamerické a konzervativní odbory, politické strany, studentské skupiny, obchodní skupiny a sdružení žen) v 80. a 90. letech 20. století v Nikaragui, s předchozími snahami CIA „zpochybnit a podkopat“ levicovou vládu v Chile. Latinskoamerický vědec William M. LeoGrande tvrdí, že zhruba 2 miliony dolarů, které nadace NED poskytla Nikaragui v letech 1984 až 1988, byly „hlavním zdrojem pomoci občanské opozici“, z čehož asi polovina šla do protisandinistických novin La Prensa. Podle sociologa Williama Robinsona byly prostředky nadace během Reaganovy vlády „použity na pět překrývajících se aktivit: školení proamerických elit, podpora proamerických vzdělávacích systémů a hromadných sdělovacích prostředků, posílení demokratických institucí financováním proamerických organizací v cílovém státě, propagandou a rozvojem sítí mezinárodních kontaktů.“ William Robinson dále hovoří o tom, že „američtí politici sice tvrdí, že mají zájem na procesu (svobodné a spravedlivé volby) a nikoli na výsledku voleb; ve skutečnosti je ale hlavním zájmem samotný výsledek.“ Politoložka Lindsey A. O'Rourkeová například tvrdí, že nadace NED hrála během Reaganovy vlády klíčovou roli v úsilí USA „podporovat demokratické přechody v Chile, Haiti, Libérii, Nikaragui, Panamě, na Filipínách, v Polsku a Surinamu.“ Podporovala ale pouze proamerické strany, ne komunistické nebo socialistické opoziční strany.
Během thajských protestů v roce 2020 upozorňovaly provládní skupiny na podporu NED skupinám sympatizujícím s demonstranty. Velvyslanectví Spojených států v Bangkoku ale obvinění z financování nebo podpory demonstrantů formálně popřelo.

## Ocenění udělovaná NED

### Democracy Award
Ned uděluje každoročně Cenu demokracie, která je určena těm jednotlivcům a organizacím, kdo odvážným a kreativním způsobem přispívají k ochraně lidských práv a rozvoji demokracie kdekoli ve světě. Cena je zmenšenou replikou "Bohyně svobody", kterou vytvořili studenti protestující roku 1989 na Náměstí Nebeského klidu v Pekingu.
Mezi známými oceněnými je nositel Nobelovy ceny Liou Siao-po, dřívější mexický prezident Vicente Fox, kosovský novinář Veton Surroi, íránská aktivistka Mehrangiz Kar, řada Myanmarských zastánců lidských práv, reportérka ruské nezávislé Nove gazety Vera Kičanova, Kubánec Harold Cepero, zakladatel projektu Varela, političtí vězni ve Venezuele, novináři zabývající se korupcí (Denys Bihus, Ukrajina, Rafael Marques de Morais, Angola, Claudia Escobar, Guatemala, Khalil Parsa, Afghánistán, Cynthia Gabriel, Malajsie), jihokorejské organizace zabývající se porušováním lidských práv v Severní Koreji, obránci lidských a náboženských práv v Číně (ChinaAid, Tibet Action Institute, World Uyghur Congress), súdánské občanské iniciativy (Darfur Bar Association, ad.), a další.

### Democracy Service Medal (výběr oceněných)
- 2013: Vytautas Landsbergis (Lithuania)
- 2012: Madeleine K. Albright (USA), George P. Shultz (USA)
- 2011: Laura Pollán, Cuba; Jean Bethke Elshtain, USA; Floribert Chebeya, Democratic Republic of the Congo
- 2010: Vin Weber, USA; the Dalai Lama, Tibet; Francis Fukuyama, USA
- 2009: Leszek Kołakowski, Poland
- 2008: Max Kampelman, USA; Tom Lantos, USA
- 2007: Morton I. Abramowitz, USA; Emmanuel Kampouris, USA; Václav Havel, Czech Republic
- 2006: Thomas R. Donahue, USA
- 2005: John C. Whitehead, USA; John Richardson, Jr., USA
- 2004: Bob Graham, USA; Seymour Martin Lipset, USA; Matthew McHugh, USA
- 2003: Enrique Bolaños, Nicaragua; Donald M. Payne, USA
- 2002: Chen-Wu Sue-jen, Taiwan; Jan Nowak, Poland; Paula J. Dobriansky, USA
- 2001: John Brademas, USA; Fred Iklé, USA; Richard Lugar, USA; Stephen Solarz, USA
- 2000: John B. Hurford, USA
- 1999: Lech Walesa, Poland; Lane Kirkland, USA; Alexandr Vondra, Czech Republic; Martin Butora, Slovakia

## Perzekuce NED v zahraničí
V Rusku byl NED jednou z prvních nevládních organizací, na které byl aplikován nový zákon (Федеральный закон от 23.05.2015 № 129-ФЗ "О внесении изменений в отдельные законодательные акты Российской Федерации"), který umožnil označit jejich působení za nežádoucí a zakázal jim další činnost (z českých NGO takto zakázal nadaci Člověk v tísni). V Číně byla pro podporu Hongkongu spolu s NED sankcionována řada dalších amerických nevládních organizací jako Human Rights Watch, Freedom House, the National Democratic Institut a International Republican Institute. Činnosti NED brání i vlády Egypta a Venezuely.